# Jacob-Nicolas Moreau
Ne doit pas être confondu avec Jean-Nicolas Moreau.
Pour les articles homonymes, voir Moreau.
Jacob-Nicolas Moreau, né le 20 décembre 1717 à Saint-Florentin et mort le 29 juin 1803 à Chambourcy, est un historien français.
Grand défenseur de l'Ancien Régime, il a pris, pendant près de quarante ans, une part active aux événements ainsi qu’à la politique intérieure et extérieure de la France. Comme historien, il a rédigé un grand nombre de mémoires et d'essais et créé un « dépôt des chartes » destiné à recueillir les textes officiels de l'histoire nationale. Sa doctrine a influencé les rois de la Restauration.

## Biographie
Fils d'Edme Nicolas Moreau, avocats aux conseils, et d'Anne Ursule Gallimard, il devient précepteur dans une famille de la petite noblesse, puis avocat à Aix-en-Provence. En 1741, il devient conseiller à la cours des aides de Provence.
Pour suivre avec plus de liberté son gout pour les lettres, il quitte jeune la magistrature et monte à Paris, où il s’est bientôt connaitre par ses écrits, dans tous les genres : jurisprudence, histoire, philosophie, roman, poésie latine ou française. Dès 1734, étant à Paris, au collège de Beauvais, il compose une traduction en vers de l’Ancien et du Nouveau Testament que Colombat, imprimeur de la Cour, « lui paie bien. » En 1755, il rédige le périodique L'Observateur hollandois (d)  qui durera jusqu'en 1759:197.
En 1757, fortement engagé contre les philosophes des Lumières, il publie son Mémoire pour servir à l'histoire des cacouacs tournant alors en ridicule les Encyclopédistes qu'il présente comme une tribu indienne, dont il aurait pendant quelque temps été le prisonnier avant d’être « naturalisé » par eux. Rousseau n’est pas non plus épargné, puisque, selon lui, l’anarchie serait une des maximes fondamentales des Cacouacs, « comme ils sont persuadés que c’est le hasard qui a réuni les individus de l’espèce humaine, destinés d’abord à vivre isolés dans les forêts. »
En 1764, il publie les Leçons de morale, de politique et de droit public puisé dans l'histoire de notre monarchie : Moreau défend le roi comme dépositaire de la justice, assurant l'équilibre entre les ordres et le fonctionnement harmonieux des institutions.
En 1765, il occupe à Paris un poste de jurisconsulte et rédacteur politique ("publiciste") au Ministère des affaires étrangères. En 1768, proche du fils de Louis XV, il devient précepteur du futur Louis XVI. En 1770, il soutient la « réforme Maupeou », considérant que seule la monarchie absolue peut réformer le royaume.
Nommé historiographe de France, en 1774, il est chargé de rassembler près du contrôle général les chartes, les monuments historiques, Les édits et déclarations qui avaient formé successivement la législation française, depuis Charlemagne jusqu’à son  jours. Cette immense collection a été confiée à sa garde, sous le titre de Dépôt des Chartes et de législation. Il est ensuite le bibliothécaire et le confident de Marie-Antoinette. « apôtre du despotisme et du pouvoir arbitraire », il entreprend une œuvre cohérente pour faire triompher l'État de droit contre les coutumes et les inégalités, et entend justifier la légitimité de l'absolutisme attaqué par les parlementaires et les nobles.
Lorsqu’il voulait être agréable à certains de ses amis, il laissait imprimer quelques-uns de ses poèmes. Ainsi en 1781, il autorise l’impression d’un volume de poésies fugitives intitulées : Pot pourri de Ville-d’Avray, à la demande du comte de Périgord, mais à la condition expresse qu’il paraisse sans nom d’auteur.
Considéré comme l’un des plus féconds écrivains du XVIIIe siècle, il publie, en 1789, la synthèse de ses énormes recherches historiques et juridiques dans ses Maximes fondamentales du gouvernement français ou Profession de foi nationale renfermant tous les dogmes essentiels de notre symbole politique. Par sa tonalité religieuse, le sous-titre est révélateur de l'existence d'une idéologie contre-révolutionnaire avant 1789. Il s'agit de s'appuyer sur l'histoire et la tradition pour glorifier la monarchie française:200. Dans son Exposé historique des administrations populaires, il dresse un tableau, à la veille de la tenue des États généraux, du rôle et des pouvoirs des assemblées locales sous l'Ancien Régime.
En 1790, la Révolution française démet cet ardent défenseur de la cause royale de toutes ses fonctions, et lui retire toute la fortune que les structures de l’Ancien Régime lui avaient permis d’accumuler. En 1793, il est incarcéré à la prison des Récollets, à Versailles, mais survit, et en 1800, presque aveugle, il dicte encore, prose ou vers, avec une fraicheur d’idées, une sûreté de mémoire, que, seul, le travail journalier avait pu lui conserver, avant de mourir l’année de la vente de la Louisiane aux États-Unis.

## Principaux ouvrages
- Variétés morales et philosophiques, 1735.
- Mémoire contenant le précis des faits, avec leurs piéces justificatives, pour servir de réponse aux Observations envoyées par les ministres d’Angleterre, dans les cours de l’Europe, Paris, Imprimerie royale, 1756, v-xii, 275 p., in-12 (lire en ligne sur Gallica).
- L'Europe ridicule : ou Reflexions politiques sur la guerre presente, Cologne, 1757, [2]-204, in-8º (lire en ligne sur Gallica).
- Nouveau mémoire pour servir à l'histoire des Cacouacs, Amsterdam [i. e. Paris], s.n., 1757, vi-108 p., in-8º (OCLC 763385398, lire en ligne sur Gallica).
- Mémoires pour servir à l'histoire de notre tems, par rapport à la guerre anglo-gallicane, Francfort-Leipsig, aux dépens de la Compagnie, 1757-58, 240, 240-42-42, 2 vol. ; in-8º (lire en ligne sur Gallica), t. 2 sur Gallica.
- Mémoires pour servir à l’histoire de notre tems : contenants des réflections politiques sur la guerre présente, par l'Observateur hollandois, rédigez et augmentez par M. D. V., t. 1, Francfort-Leipsig, aux dépens de la Compagnie, 1758-1759, 240, 204, 286, 3 vol. ; in-8º (lire en ligne sur Gallica), t. 2 sur Gallica, t. 3 sur Gallica.
- Examen des effets que doivent produire dans le commerce de France l'usage & la fabrication des toiles peintes : ou Réponse à l'ouvrage intitulé : « Réflexions sur les avantages de la libre fabrication & de l'usage des toiles peintes », Paris, Delaguette, 1759, 240 p., in-8º (lire en ligne sur Gallica).
- Mémoires pour servir à l'histoire de notre tems par rapport aux dissentions présentes entre la Grande-Bretagne et la République des Provinces-Unies au sujet des déprédations angloises sur mer, Paris, 1759, 330 p., in-12 (lire en ligne sur Gallica).
- Lettres historiques sur la réunion de la ville d'Avignon & du Comté Venaissin au domaine de la couronne & comté de Provence en 1663, 1688 & 1768, 1768-69.
- Leçons de morale, de politique et de droit public, puisées dans l'histoire de notre monarchie. ou Nouveau plan d'étude de l'histoire de France. Rédigé par les ordres & d'après les vues de feu Monseigneur le Dauphin, pour l'instruction des Princes ses enfans, 1773.
- Mémoire sur la constitution politique de la ville et cité de Périgueux, 1775.
- Les Devoirs du prince réduits à un seul principe : ou Discours sur la justice, Versailles, Impr. du Roi, 1775, xxi-466 p., in-8º (lire en ligne sur Gallica).
- Principes de morale, de politique et de droit public puisés dans l'histoire de notre monarchie, ou Discours sur l'histoire de France, 21 vol., 1777-89.
- Le Pot-pourri de Ville-d'Avray, 1781.
- Essai sur les bornes des connoissances humaines, Lausanne, Mérigot le jeune, 1785, viii-185, in-12 (lire en ligne sur Gallica).
- Exposé historique des administrations populaires, aux plus anciennes époques de notre monarchie ; dans lequel on fait connoître leurs rapports et avec la puissance royale et avec la liberté de la nation, 1789.
- Maximes fondamentales du gouvernement françois : ou Profession de foi nationale, renfermant tous les dogmes essentiels de notre symbole politique, Paris, Moutard, 1789, 32 p. (lire en ligne sur Gallica).
- Exposition et défense de notre Constitution monarchique françoise : précédé de l'historique de toutes nos assemblées nationales, dans deux mémoires, Paris, Moutard, 1789, 527 p., 2 vol. ; in-8º (OCLC 776843185, lire en ligne sur Gallica).
- Camille Hermelin (d) , éd., Mes souvenirs : historiographe de France, bibliothécaire de la reine Marie-Antoinette, premier conseiller de Monsieur, frère du roi (depuis Louis XVIII), t. I, 1717-1774, Paris, E. Plon, Nourrit et Cie, 1898-1901, xl-442, viii-628 p., portr. gr. ; in-8º (lire en ligne sur Gallica), lire en ligne sur Gallica.
- Entendons-nous : ou Le radotage du vieux notaire ; sur la richesse de l’Etat, s.l., s.n., s.d., 32 p., in-8º (lire en ligne sur Gallica).

## Dans la littérature
Jacob-Nicolas Moreau est l'un des protagonistes des Adieux à la reine, roman de Chantal Thomas publié 2002.